# Volby izraelského premiéra 1996
První volba izraelského premiéra se v Izraeli konala společně s volbami do Knesetu 29. května 1996. O post premiéra se ucházeli pouze dva kandidáti: Šimon Peres ze Strany práce a Benjamin Netanjahu ze strany Likud. Výsledkem bylo překvapivé vítězství Netanjahua, které však bylo o pouhých 30 tisíc hlasů, což představuje méně než 1 % celkového množství hlasů. Bylo o to překvapivější, že neoficiální předběžné výsledky zjištěné na základě dotazů lidí vycházejících z volebních místností předpokládaly vítězství Perese. Odtud pochází fráze: „šli spát s Peresem, probudili se s Netanjahuem.“ Tyto volby byly Peresovy v pořadí čtvrté a do té doby poslední prohra.
Změna systému voleb byla odrazem změny volebního zákona během 13. Knesetu, který měl do budoucna posílit pozici premiéra, který již neměl být tak závislý na fragmentaci Knesetu.

## Předvolební kampaň
Peres se rozhodl, poté co převzal premiérský úřad po zavražděném Jicchaku Rabinovi, vyvolat předčasné volby, aby vládě zajistil mandát v pokračování mírového procesu.
Netanjahuova kampani pomohl australský těžařský magnát Joseph Gutnick, který Likudu věnoval 1 milion dolarů.
V předvolebních průzkumech však vedla Peresova Strana práce, která byla počátkem roku 1996 favorizována rozdílem 20 %. Izrael však byl zasažen vlnou sebevražedných teroristických útoků Hamasu (masakr 18 lidi v autobuse v Jeruzalémě, útoky v Aškelonu a Dizengoffově centru, při kterých bylo zabito 59 lidí), které výrazně snížily Peresovy šance. Průzkumy v polovině května ukazovaly Peresův náskok již o zhruba 4–6 % a poslední dva dny před volbami se snížil dokonce na 2 %.
Množství předních ultraortodoxních rabínů, včetně Elazara Šacha, vyzvalo své voliče, aby podporovali Netanjahua, zatímco Lea Rabinová, vdova po Jicchaku Rabinovi, vyzvala Izraelce, aby hlasovali pro Perese, aby smrt jejího manžela „nebyla zbytečná.“

## Výsledek
| kandidát           | strana       | hlasů     | %      |
| ------------------ | ------------ | --------- | ------ |
| Benjamin Netanjahu | Likud        | 1 501 023 | 50,5 % |
| Šimon Peres        | Strana práce | 1 471 566 | 49,5 % |
| Celkem             | Celkem       | 2 972 589 | 100 %  |

Vzhledem k 2 972 589 hlasům bylo 148 681 hlasů neplatných.

### Voličský vzorek
Netanjahuovo vítězství bylo charakteristické velkou podporou ultraortodoxní komunity (charedim), z nichž ho volilo 91,2 %. Na druhou stranu Peres měl podporu mezi izraelskými Araby, z nichž ho volilo 97,5 %.

## Po volbách
Navzdory výhře v přímých volbách, prohrál Netanjahuův Likud (v alianci se stranami Gešer a Comet) volby do Knesetu, kdy získal pouze 32 křesel oproti 34, které získala Strana práce.
Záměr posílit pozici premiéra oddělením přímé volby premiéra se ukázal jako neúspěšný a obě hlavní strany ztratily kolem deseti mandátů oproti volbám v roce 1992 (Likud měl pouze 24 z 32 křesel, které vyhrála jeho aliance). Jelikož mnoho lidí dalo své hlasy malým stranám získala Strana práce 818 570 hlasů, oproti 1,47 pro Perese (56 %), zatímco trojice Likud-Gešer-Comet získala ještě méně – 767 178 hlasů, oproti 1,5 milionu pro Netanjahua (51 %).
S 32 mandáty byl Likud do té doby nejmenší vládní stranou v izraelských politických dějinách (předchozí nejnižší počet mandátů měl Mapaj, který ve volbách v roce 1955 získal 40 křesel). To mělo za následek, že Netanjahu musel utvořit koalici s několika menšími stranami, včetně ultraortodoxních stran Šas a Sjednocený judaismus Tóry, jejichž finanční politiky (štědré přídavky na děti a státem dotované náboženské aktivity.) byly v přímém rozporu s Netanjahuovou kapitalistickou politikou.
Po několikerém štěpení Likudu byl Netanjahu nakonec nucen na rok 1999 svolat předčasné parlamentní volby.